# Johannes Weitzel
Johannes Weitzel (* 24. Oktober 1771 in Johannisberg; † 10. Januar 1837 in Wiesbaden) war ein deutscher Schriftsteller, Verleger und Bibliothekar.

## Leben
Johannes Weitzel wurde als Sohn von Johannes Weitzel, einem Weingutbesitzer und Winzer, und dessen Ehefrau Maria Juliana (auch Justina), geb. Schrauter, geboren; er hatte drei Schwestern. Sein Vater verstarb am 24. Mai 1776 und weil seine Mutter nicht in der Lage war, alleine das Weingut zu bewirtschaften, verarmte die Familie nach kurzer Zeit.
Er besuchte die örtliche Dorfschule und wurde vom Schulmeister in seinem Wunsch unterstützt, Theologie zu studieren; hierzu erteilte ihm der Schulmeister unentgeltlich zusätzlichen Unterricht. Im Alter von zwölf Jahren kam er 1783 auf das Karmeliter-Gymnasium Kreuznach, allerdings wechselte er im darauffolgenden Jahr zum Kurfürstlichen Mainzischen Emmerizianischen Gymnasium in Mainz, weil dort der Unterricht fortschrittlicher gestaltet wurde. Als Privatlehrer finanzierte er seinen Lebensunterhalten und die vierjährige Repetition. Durch Übersetzungen machte er dabei nähere Bekanntschaft mit Jean-Jacques Rousseau, Claude Adrien Helvétius, David Hume, Voltaire und Baruch de Spinoza. Nach fünf Jahren beendete er 1789 das Gymnasium und begann ein Studium an der Universität Mainz. In seiner Schul- und Studienzeit freundete er sich mit dem späteren Geheimrat Johann Ludwig Koch an.
Als die Franzosen 1792 unter Adam-Philippe de Custine in Mainz einrückten, unterbrach Weitzel seine Studien und zog sich in den Rheingau zurück. Allerdings musste er vor einer drohenden Verhaftung auf das linke Rheinufer flüchten, weil er in Rüdesheim in Gegenwart eines Offiziers der dort liegenden preußischen Truppe durch Äußerungen den Verdacht erweckt hatte, er sei ein Mainzer Klubist.
Im Sommer 1795 erschien seine erste Schrift Geist der fränkischen Revolution. 1795 reiste Weitzel an die Universität Jena, um Friedrich Schiller und Johann Gottlieb Fichte zu hören und kritische Theorie zu studieren. Kurz darauf wechselte er zur positiven Philosophie an der Universität Göttingen. Er hörte Vorlesungen bei August Ludwig von Schlözer und Ludwig Timotheus Spittler, gab jedoch nach kurzer Zeit seine akademische Laufbahn auf und kehrte 1796 in sein Elternhaus zurück.
Die okkupierten linksrheinischen Länder wurden nach dem französischen System neu organisiert, und aufgrund einer Empfehlung seines ehemaligen Mainzer Professors Andreas Joseph Hofmann erhielt Johannes Weitzel eine Stelle als Kommissar des Exekutivkomitees des Kantons Otterberg bei Kaiserslautern. Anfang 1799 wurde ihm die vakante Stelle eines Kreiskommissars bei der Munizipalverwaltung des Kantons Germersheim übertragen. Bei der Reorganisation der Verwaltungsstrukturen des Landes verlor er 1800 seine Stelle als öffentlicher Beamter und kehrte daher mit seiner Ehefrau Margarethe, die er inzwischen geheiratet hatte, nach Mainz zurück.
1801 begann Johannes Weitzel schriftstellerisch tätig zu werden. Anfangs redigierte er die Zeitschrift Egeria (Monatsschrift für Freunde der Geschichte, Gesetzgebung und Politik), in der auch Ernestine von Krosigk (1767–1843) veröffentlichte, und übernahm gleichzeitig die Redaktion einer Zeitung, die Eigentum des Mainzer Waisenhauses war und später unter dem Namen Mainzer Zeitung erschien. Manche Artikel der Mainzer Zeitung wurden aus Paris reklamiert, woraufhin zunehmend der Präfekt von Mainz, Jeanbon St. André, seine schützende Hand von Weitzel nahm. Nach mehrfachen Verwarnungen wurde ihm die Konzession für die Zeitung entzogen. Weitzel erhielt auf Vermittlung durch Freunde eine Professur für Vorlesungen zur Geschichte an der Grande école, die an die Stelle der 1798 aufgehobenen Universität Mainz getreten war. Dabei handelte es sich um eine École spéciale de médecine, mit Vorlesungen lediglich an der medizinischen Fakultät.
1806 lud der spätere Herzog Anne-Jean-Marie-René Savary, duc de Rovigo Wenzel bei einem Aufenthalt in Mainz zu sich ein, um ihn als Informanten für Stimmungen und Gesinnungen in Deutschland zu gewinnen, was Weitzel jedoch ablehnte. 1807 trat Weitzel der Redaktion der Europäischen Staatsrelationen bei, die Nicolaus Vogt, sein ehemaliger Lehrer an der Mainzer Universität, seit 1804 in Frankfurt am Main herausgab. 1810 wurde aus den Europäischen Staatsrelationen das Rheinische Archiv für Geschichte und Litteratur, das als Monatsschrift herauskam. Gemeinsam mit Nicolaus Vogt blieb er an der Spitze der Redaktion. 1813/14 erhielt Weitzel erneut eine Stelle als Professor am Gymnasium, das als Nachfolger des Mainzer Lyzeums eingerichtet worden war.
1816 gewann Carl Friedrich Emil von Ibell, Regierungspräsident des neu gegründeten Herzogtums Nassau, Weitzel zur Installation eines ersten eigenen Presseorgans zur Vertretung der politischen Ansichten der nassauischen Regierung. Weitzel siedelte nach Wiesbaden über und erhielt die Stelle eines Revisionsrats bei der Rechnungskammer mit einem Gehalte von 1200 Gulden. Am 2. Juli 1816 erschien die erste Ausgabe der Rheinischen Blätter unter Weitzels Herausgeberschaft, die nachfolgend an vier Tagen in der Woche publiziert wurden. Hergestellt wurde die Zeitung zunächst in der Druckerei von Ludwig Schellenberg, später in der Druckerei Frank. Nach den Karlsbader Beschlüssen und der Bestellung eines Zensors am 6. Oktober 1819 legte Weitzel am 12. Oktober 1819 die Redaktion der Rheinischen Blätter nieder. Bereits zuvor hatte das Blatt erheblich an Leserschaft verloren, was auf seine Nähe zur immer restaurativeren Regierung und den zunehmend preußenfreundlichen Kurs auf Betreiben der Regierung zurückgeführt wird. Das Blatt stellte am 30. September 1820 sein Erscheinen ein. Er war zudem Mitarbeiter beim Rotteck-Welckerschen Staatslexikon. Weiterhin veröffentlichte er zahlreiche Aufsätze in der Zeitschrift Didaskalia.
1820 erhielt er als Direktor der Herzoglich Nassauischen Öffentlichen Bibliothek die Stelle des Landesbibliothekars und wurde gleichzeitig zum Hofrat ernannt.
Johannes Weitzel war seit 1799 verheiratet mit Margarethe Dietrich, Tochter eines reichen Holzhändlers in Germersheim. Gemeinsam mit seiner Ehefrau hatte er eine Tochter, die mit dem herzoglich nassauischen Major von Ahlefeldt verheiratet war.

## Ehrungen
- 1811 verlieh die Philosophische Fakultät der Universität Marburg Johannes Weitzel den Ehrendoktor „…in Anerkennung seiner Bestrebungen um Verbreitung humaner Gesinnungen und um die Beförderung einer echten Lebensweisheit.“
- 1812 ernannte ihn die Pariser Universität zum „Bachelier de Lettres“.

## Politische Positionen
Weitzel vertrat liberale Ansichten. In der Deutschen Frage befürwortete er einen Erhalt der Souveränität der einzelnen Staaten mit jeweils eigenen Verfassungen, zugleich jedoch einen Verbund und eine Volksvertretung auf nationaler Ebene. Insbesondere trat Weitzel für eine Erziehung zur Förderung des deutschen Einheitsgedankens ein. Die rechtlichen Errungenschaften der Französischen Revolution bewertete er ebenso positiv wie Napoleon Bonaparte, der nach Weitzels Ansicht Entartungen der Revolution beseitigt hatte. Er wandte sich publizistisch entschieden gegen die Restauration.

## Schriften (Auswahl)
- Geist der fränkischen Revolution. Frankfurt am Main 1795 (Veröffentlichung anonym).[6]
- Über die Bestimmung des Menschen und des Bürgers. Mainz 1798.
- Lindau, oder der unsichtbare Bund. Eine Geschichte aus dem Revolutions-Krieg. Frankfurt a. M. 1805.
- Lindau, oder der unsichtbare Bund. Eine Geschichte aus dem Revolutions-Krieg. Frankfurt am Main: Bernhard Körner 1806.
- Eugen oder die Feindschaft aus Liebe. Mainz: F. Kupferberg 1809.
- Denkschrift von Napoleon Buonaparte, und dessen Ansicht der gegenwärtigen Weltlage. Aus Berichten vom Northumberland. Wiesbaden: Schellenberg 1816.
- Hat Deutschland eine Revolution zu fürchten? Wiesbaden: Ernst Theodor Ludwig Schellenberg 1819.
- Vermische Schriften. Wiesbaden: Ernst Theodor Ludwig Schellenberg 1820.
- Roland und Hildegarde, Novelle. In: Iris. Beiblatt der Zeitung der freien Stadt Frankfurt, 1821, Nr. 20–23.
- Panthea oder die Treue. In: Iris. Beiblatt der Zeitung der freien Stadt Frankfurt, 1821, Nr. 34–36.
- Der heilige Bund. In: Literarisches Konversations-Blatt, Nr. 1 vom 1. Januar 1824.
- Das Merkwürdigste aus meinem Leben und aus meiner Zeit. Leipzig: Friedrich Arnold Brockhaus 1823.
- Europa in seinem gegenwärtigen Zustande. Wiesbaden: Im Verlag der Ritterschen Buchhandlung 1824.
- Die Rheinreise. Wiesbaden: Im Verlag der Ritterschen Buchhandlung 1825.
- Was soll man lernen? oder Zweck des Unterrichts. Leipzig: Friedrich Arnold Brockhaus 1828.
- Napoleon durch sich selbst gerichtet. Frankfurt am Main: Johann David Sauerländer 1829.
- Betrachtungen über Deutschland – Von der letzten Hälfte des achten bis zur ersten des dreizehnten Jahrhunderts. Leipzig: F. A. Brockhaus 1828.
- Einige Zeichen der Zeit. In: Jahrbücher der Geschichte und Staatskunst. Eine Monatsschrift. Band 2. Leipzig: J. C. Hinrichsche Buchhandlung 1828.
- Scherz und Ernst, zur Charakteristik unserer Zeit. Frankfurt a. M.: Sauerländer 1830.
- Ueber die kurhessische Verfassung von 1831. In: Jahrbücher der Geschichte und Staatskunst. Eine Monatsschrift. Band 1, 1831, S. 385–412.
- Was würde ich thun, wenn ich jetzt Abgeordneter zu einer landständischen Versammlung in Teutschland wäre? In: Jahrbücher der Geschichte und Staatskunst. Eine Monatsschrift. Band 1. Leipzig: J. C. Hinrichsche Buchhandlung 1833.
- Geschichte der Staatswissenschaft. Stuttgart/Tübingen: Cotta’sche Verlagsbuchhandlung 1833.
- Briefe vom Rhein. Leipzig/Stuttgart: J. Scheible’s Verlags-Expedition 1834.